# الزبرقان بن بدر
أبو عياش الحصين بن بدر بن امرى القيس بن خلف بن بهدلة السعدي التميمي ويُلقب بالزبرقان صحابي جليل قدم على رسول الله ﷺ في عام الوفود في السنة التاسعة من الهجرة مع قيس بن عاصم التميمي وعمرو بن الأهتم والقعقاع بن معبد التميمي وغيرهم من بني تميم وأسلموا قال ابن الأثير: «كان الزبرقان بن بدر سيداً في الجاهلية عظيم القدر في الإسلام، وكان يقال له قمر نجد لجماله، وكان ممن يدخل مكة متعمماً لحسنه، وقد ولاه رسول الله صلى الله عليه وسلم صدقات قومه بني عوف بن كعب، فأداها في الردة إلى أبي بكر». وذكر وثيمة بن موسى: أن الزبرقان بن بدر أرسل رجلاً من قومه اسمه الحصين بن هريم التميمي إلى محكم بن الطفيل وزير مسيلمة الكذاب ينهاه عن الردة، ويدعوه إلى الرجوع إلى الإسلام. وقد بقي الزبرقان وأدرك خلافة معاوية بن أبي سفيان وتوفي في أيامه بعد أن كف بصره. وقال ابن سعد: «كان الزبرقان ينزل أرض بني تميم ببادية البصرة، وكان ينزل البصرة كثيراً». وقال البري: «كان الزبرقان يُكَنى بأبي عياش بأبنه، وأبا شذرة ببنته، وعقبه بالبادية كثير».
وشهد الزبرقان مع خالد بن الوليد معركة بزاخة في حروب الردة وكان على جناح جيش المسلمين فيها. ثم شهد الفتوحات الإسلامية في العراق، وولاه خالد بن الوليد أميراً على الأنبار.

## نسبه
- هو الزبرقان و اسمه الحصين بن بدر بن امرئ القيس بن خلف بن بهدلة بن عوف بن كعب بن سعد بن زيد مناة بن تميم بن مر السعدي التميمي يُكَنى بأبي عياش، وبأبي شذرة قال ابن عبد البر: «سمي الزبرقان لحسنه، تشبيهاً بالقمر، والزبرقان من أسماء القمر، فهو القمر بن بدر. ويقال لأنه كان يلبس عمامةً مزبرقةً بالزعفران».[8] وقال البلاذري: «سمي الزبرقان لجماله، والزبرقان القمر، وكان يدعى قمر نجد، وكان من الذين يدخلون مكة معتمين لئلا يفتنوا النساء».[9]
- أبوه بدر بن امرئ القيس بن خلف بن بهدلة بن عوف التميمي وكان سيداً، شريفاً، فارساً في الجاهلية، وشهد يوم المعا بين قومه وبين بني كلب بن وبرة وقتل سيدهم عبد الله بن الرائش الكلبي يومها وقال في ذلك:[10]

- أمه أم الزبرقان بنت زهير بن أقيش العكلية من بني عكل بن عبد مناة من الرباب.
- قال الزركلي في كتابه الأعلام «(بهدلة) بن عوف بن كعب، من تميم: جدٌّ، بنوه بطن عظيم، نزل أكثرهم بالبصرة، منهم (الزبرقان) وسلالته في الأندلس.».[11]

## حاله فيالجاهلية
كان الزبرقان بن بدر سيد قومه بني بهدلة بن عوف بن كعب بن سعد بن زيد مناة بن تميم بن مر في الجاهلية، وكان شاعراً، شريفاً، فارساً، شجاعاً، وكان يقود قومه في الغزوات و الغارات في الجاهلية، وقد شهد مع قومه بني سعد يوم الكلاب الثاني، وكانت قبائل اليمن قد جمعوا أكثر من عشرة ألاف مقاتل لغزو بلاد تميم في نجد، فأجتمع سبعة من كبار بني سعد والرباب من تميم في دار المشورة وكان الزبرقان بن بدر أحد هؤلاء السبعة ومعه قيس بن عاصم المنقري وأكثم بن صيفي الأسيدي وعصمة بن أبير التيمي والأعيمر بن يزيد بن مرة المازني والنعمان بن جساس التيمي وأبير بن عمرو السعدي، ووقع قتال عظيم في الكلاب بين الطرفين، وكان النصر فيه لبني تميم حيث قتلوا من قبائل اليمن خلقاً كثيراً. قال أبو عبيدة: «كانت أعظم أيام العرب في الجاهلية ثلاثة أيام: يوم الكلاب الثاني، ويوم ذي قار، ويوم شعب جبلة».
ومع شجاعته وفروسيته كان الزبرقان بن بدر يحسن الجوار ويحمي من يلجأ إليه، فقد ذُكَر أن رجلاً من بني النمر بن قاسط أستجار بالزبرقان بن بدر فأجاره وأكرمه حتى بلغهُ مأمنه فقال النمري في جوار الزبرقان:
وكان الزبرقان بن بدر من سادات العرب المعروفين، ولذلك كان قومه بنو سعد بن زيد مناة من تميم يعتزون به ويرونه بمنزلة الأب لهم، وفي ذلك يقول منازل بن زمعة المنقري السعدي التميمي:

## في الإسلام

### وفادته على النبي وإسلامه
قال ابن إسحاق: قدم وفد بني تميم في العام التاسع من الهجرة على النبي ﷺ في المدينة وكان فيهم عطارد بن حاجب وقيس بن عاصم والزبرقان بن بدر وعمرو بن الأهتم والقعقاع بن معبد والأقرع بن حابس وغيرهم في وفدٍ عظيم من بني تميم. قال الواقدي: «كانوا تسعين وقيل ثمانين رجلاً». وأسلموا جميعاً وحسن إسلامهم قال ابن عبد البر: «قد وفد بني تميم على الرسول صلى الله عليه وسلم وأسلموا ولم يظهر منهم بعد الإسلام إلا الخير والصلاح». وكان الزبرقان بن بدر قال قصيدته مفاخراً بقومه:
وقد أجاب عليها حسان بن ثابت.

### في حروب الردة
وجعل الرسول صلى الله عليه وسلم الزبرقان على صدقات قومه بني عوف بن كعب والأبناء من بني سعد والرباب قال ابن خلدون: «قبض رسول الله صلى الله عليه وسلم وعماله في بني تميم الزبرقان بن بدر على الرباب وبني عوف والأبناء من بني سعد، وقيس بن عاصم المنقري على بني مقاعس والبطون من بني سعد، وصفوان بن صفوان الأسيدي وسمرة بن عمرو العنبري على بني عمرو بن تميم، ووكيع بن مالك الدارمي على بني مالك بن حنظلة، ومالك بن نويرة اليربوعي على بني يربوع بن حنظلة». فلما توفي رسول الله صلى الله عليه وسلم ثبت الزبرقان بن بدر على إسلامه، وجمع صدقات قومه وكانت سبعمائة بعير ومضى بها إلى المدينة إلى أبي بكر الصديق وكانت صدقاته ثاني صدقات تطرق المدينة بعد صدقات بني عمرو بن تميم التي جاء بها صفوان بن صفوان الأسيدي التميمي قال محمد بن جرير الطبري: «وطرقت المدينة صدقات نفر صفوان الزبرقان عدي، صفوان ثم الزبرقان ثم عدي، صفوان في أول الليل، والزبرقان في وسطه، وعدي في اخره، وكان الذي بشر بالزبرقان عبد الرحمن بن عوف». وقال الزبرقان بن بدر مفاخراً بثباته على الإسلام وأداه الصدقات إلى أبي بكر الصديق:
وفرح المسلمون بصدقات الزبرقان بن بدر ومن معه وجهز بها أبو بكر الصديق الجيوش لقتال المرتدين، وشهد الزبرقان بن بدر مع خالد بن الوليد معركة بزاخة ضد المرتدين أتباع طليحة بن خويلد الأسدي وكان الزبرقان على جناح جيش المسلمين، وقد انتصر المسلمون انتصاراً كبيراً في هذه المعركة وهَزم الله المرتدين، ورجعت القبائل المرتدة إلى الإسلام قال ابن أعثم الكوفي: «وعبى خالد بن الوليد أصحابه فجعل على الجناح الزبرقان بن بدر التميمي، ودنا القوم بعضهم من بعض وأختلط القوم فاقتتلوا، فقتل من الفريقين جماعة، ثم أنهزم المرتدين وسيوف المسلمين في أقفيتهم كأنها الصواعق».

### مشاركته في الفتوحات الإسلامية
خرج الزبرقان بن بدر مع جيوش المسلمين المتجهة إلى العراق بقيادة خالد بن الوليد لقتال الفرس وشهد معه حروبه ومنها فتح الأنبار ثم جعله خالد بن الوليد أميراً على الأنبار بعد انتصار المسلمين وفتحها قال محمد بن جرير الطبري: «اسْتَخْلَفَ خالد بن الوليد عَلَى الأَنْبَارِ الزِّبْرَقَانَ بْنَ بَدْرٍ، وَقَصَدَ لِعَيْنِ التَّمْرِ، وَبِهَا يَوْمَئِذٍ مِهْرَانُ بْنُ بَهْرَامَ جوبين فِي جَمْعٍ عَظِيمٍ مِنَ الْعَجَمِ، وَعَقَّةُ بْنُ أَبِي عَقَّةَ فِي جَمْعٍ عَظِيمٍ مِنَ الْعَرَبِ مِنَ النَّمِرِ وَتَغْلِبَ وَإِيَادٍ وَمَنْ لافَهُمْ».

## في عهدعمر بن الخطاب
أقره عمر بن الخطاب على صدقات قومه. ولما أراد أن يحمل الصدقات إلى عمر، لقيه الحطيئة ومعه أهله وأولاده يريد العراق طلباً للعيش، فأمره الزبرقان أن يقصد أهله وأعطاه أمارة يكون بها ضيفاً له حتى يلحق به، ففعل الحطيئة، ثم هجاه الحطيئة بقوله:
فشكاه الزبرقان إلى عمر، فسأل عمر حسان بن ثابت ان كان ما قال الحطيئة هجواً، فقال حسان: لا، بل سلح عليه، فحبسه عمر في مطمورة حتى شفع فيه عبد الرحمن بن عوف و الزبير، فطلب منه عمر أن يتعهد بالا يهجو احداً، فقال الحطيئة: سيهلك اطفالي من الجوع يا أمير المؤمنين، فأعطاه عمر ثلاثة الاف درهماً واشترى بها أعراض المسلمين.